# Доссер, Зиновий Николаевич
Зиновий Николаевич Доссер  (1882, Пермь — 14 июня 1938, Москва) — революционер, большевик, советский государственный деятель.

## Биография
Родился в семье служащего, окончил гимназию в Перми, затем окончил один курс Института путей сообщения и три курса юридического факультета Петербургского университета. 
В революционном движении с 1902 года, партийная кличка — «Леший», находился под постоянным надзором полиции. В 1903, 1904, 1905 и 1906 годах арестовывался, но судим не был.
С 1904 года входил в состав РСДРП Петербургского комитета. С 1905 года в Москве, являлся одним из организаторов и участников вооружённого восстания на Пресне. После 1907 года отошёл от партийного движения. В 1917 году, как участник профсоюзного движения нефтяников, участвовал в Февральской революции. С июля 1917 года — вновь на партийной работе, принимал участие в Октябрьской революции, затем на советской государственной службе:
- «Главконефть» — Член коллегии, Председатель (1918—1922).
- Высшая арбитражная комиссия при СТО — Управляющий Нефтесиндикатом (1922—1924).
- Нефтесиндикат в Китае — представитель (1924—1926).
- Наркомат внешней торговли СССР — торгпред СССР в Италии[3] (1926—1928).
- Наркомторг, затем Наркомснаб РСФСР — начальник управления (1928—1937).

В 1938 году арестован по сталинским спискам и осужден по сфабрикованному делу, ст. 58 (1-я категория) — расстрел. Реабилитирован в 1956 году.